# 张灿公
张灿公（1929年—），男，内蒙古胪滨人，中华人民共和国政治人物，曾任内蒙古自治区人民政府副主席，内蒙古自治区人大常委会副主任。